# Lit-et-Mixe
Lit-et-Mixe è un comune francese di 1 548 abitanti situato nel dipartimento delle Landes nella regione della Nuova Aquitania.

## Società

### Evoluzione demografica
Abitanti censiti